# Petter Stymne
Petter Erik Stymne, född 9 maj 1983, är en svensk landslagssimmare från  Stockholm, ursprungligen Södra Ryd (Skövde), tävlande för SK Neptun. Efter OS i Aten blev han diagnostiserad med diabetes.

## Bakgrund
Stymne började sin simkarriär vid 7 års ålder i Skövde Simsällskap. Huvudtränare Tamas Fekete upptäckte tidigt hans talang och flyttade upp honom till "Grupp 1", där han gavs utrymme att växa som ung idrottstalang.

## Gymnasietiden
Stymne flyttade till Hallsberg mellan åren 1998 och 2001 för att kunna satsa fullt på simning och studier på Hallsbergs Simgymnasium (HSG). Läste naturvetenskapliga linjen på Alléskolan i Hallsberg. Simmade fyra år under ledning av huvudtränaren Åke Hansson.

## Meriter
- EM-guld i Helsingfors på kortbana EM 4x50m frisim (Stefan Nystrand- Petter Stymne- Marcus Piehl -Jonas Tilly) 2006-12-10, med nytt världsrekord
- EM-guld i Debrecen (Ungern) 2007-12-14 med nytt världsrekord på kortbana 4x50 frisim /Petter Stymne-Marcus Piehl-Pelle Nylin-Stefan Nystrand/
- VM-brons i England 4x100 frisim kortbana
- EM-guld i Holland 4x100 frisim långbana
- OS 5:a 4x100 frisim